# راسيل بلاكفورد
راسيل بلاكفورد (بالإنجليزية: Russell Blackford)‏ هو كاتب خيال علمي وفيلسوف أسترالي، ولد في 1954 في سيدني في أستراليا.